# تازه‌آباد کیخسرو
تازه‌آباد کیخسرو، روستایی از توابع بخش کلاترزان شهرستان سنندج در استان کردستان ایران است.

## جمعیت
این روستا در کلاترزان ،شویشه ،چهل کیلومتری سنندج قرار دارد و براساس سرشماری مرکز آمار ایران در سال ۱۳۸۵، جمعیت آن ۵۶ نفر (۱۱خانوار) بوده‌است.و در حال حاضر دارای 18 خانوار میباشد